# Collinsia thulensis
Collinsia thulensis – gatunek pająka z rodziny osnuwikowatych, zamieszkujący północną Holarktykę.

## Występowanie
Gatunek arktyczny i subarktyczny. Występuje w północnej Kanadzie, na Alasce, Grenlandii i Spitsbergenie.